# حقوق خاصة
الحقوق الخاصة هو مصطلح يُستخدم في الأصل من قبل التحرريين  للإشارة إلى القوانين التي تمنح الحقوق إلى مجموعة أو أكثر ولا تعطيها لمجموعات أخرى. تُعد أفكار الحقوق الخاصة مثيرة للجدل، لأنها تتعارض مع مبدأ المساواة أمام القانون.
تشمل الأمثلة المحتملة للحقوق الخاصة سياسات التمييز الإيجابي أو قانون جرائم الكراهية فيما يتعلق بالأقليات العرقية أو الدينية أو الجنسية أو اعتراف الدولة بالزواج كمجموعة تتميز بضرائب مختلفة عن أولئك الذين هم غير متزوجين.
تتوازى مفاهيم الحقوق الخاصة بشكل وثيق مع مفاهيم الحقوق الجماعية وسياسة الهوية.

## استخدامات أخرى
في الآونة الأخيرة، استخدم المحافظين الاجتماعيين (في الغرب) هذا المصطلح للإشارة بشكل أكثر تحديدًا إلى التدابير التي تمتد لتشمل حقوق الأزواج من جنسين مختلفين للمثليين والمثليات، مثل في حالة الزواج المثلي أو التي تشمل التوجه الجنسي كمجموعة لها حقوق مدنية. كما يُستخدم هذا المصطلح دوليًا، على سبيل المثال Sonderrechte في ألمانيا، بالرغم من أنه يُستخدم متعلقًا بالاستثناءات الخاصة لـحق الأولوية في حركة السير المحددة للاستجابة لحالات الطوارئ والمركبات العسكرية.

## الحجة القانونية
يستند الأساس وراء الحجة في استخدام هذا المصطلح على ما إذا كان ينبغي اعتباره فقط مصطلحًا قانونيًا لسن قانون يعامل الأطراف المختلفة بشكل غير متكافئ. على سبيل المثال، يتطلب فرض حظر على فواتير الإدانة في دستور الولايات المتحدة عدم تمييز القوانين لشخص واحد أو مجموعة أشخاص بمعاملة خاصة.
يُعد بند الحماية المتساوية مثالاً آخر على ذلك في التعديل الرابع عشر لدستور الولايات المتحدة. ويجادل كلا الطرفين أن الطرف الآخر تم تمييزه وبالتالي تكون هناك حاجة للقانون أو لا تكون. وفي بعض الحالات، يتعارض التعريف العالمي للحقوق أحيانًا مع قوانين أخرى غالبًا ما تكون أكثر إقليمية أو محلية، مثل تلك التعارضات الموجودة بالآثار الاجتماعية، والتي تتطلب معايير عامة محددة أو أنماط سلوك تعتمد على المعايير الثقافية.

## التحررية في الحقوق والحقوق الخاصة
في الموسوعة التحررية، يقول رونالد هاموي:
يؤدي القبول الجاهز جدًا للحقوق المزعومة إلى قائمة قمعية من الالتزامات القابلة للتنفيذ. وبينما تزداد قائمة حقوق الآخرين، يتعرض كل واحد منا إلى عبء متزايد متكون من الالتزامات المترابطة بهذه الحقوق؛ متماثل مع قدرة الحقوق على أن تكون حامية من تفكك الاختيار الفردي. وعلاوة على ذلك، بينما تزداد قائمة الحقوق، يزداد الدور الشرعي للمؤسسات السياسية والقانونية كذلك، وتموت القضية التحررية للحد جذريًا من نظاق وقوة هذه المؤسسات. وتتجنب النظريات التحررية للحقوق خلق قائمة قمعية بالالتزامات من خلال توظيف فرقين حاسمين - وهما الفرق بين الحقوق السلبية والإيجابية والتمييز بين الحقوق العامة والخاصة.

غالبًا ما تؤكد جماعات الدفاع عن حقوق الأقليات أن هذه الحمايات لا تمنح حقوقًا خاصة، ولكنها بدلاً من ذلك تصف هذه القوانين بأنها تحمي الحقوق المتساوية, بسبب الظروف السابقة أو الامتيازات القانونية لفئات محددة.

- الحقوق الجماعية
- سياسة الهوية
- الحقوق المدنية
- جدول أعمال مثلي الجنس
- حقوق الإنسان
- حقوق الامتياز

أمثلة محتملة:
- الحصة العنصرية
- القوائم المختصرة النسائية بالكامل

1. 
2. 
3. 
4. 
5. 
6. 
7. 
8. 
9. 